# Nekrolog Oktober 2023
Nekrolog
◄◄
| ◄
| 2019
| 2020
| 2021
| 2022
| 2023 | 2024 | 2025
Januar |
Februar |
März |
April |
Mai |
Juni |
Juli |
August |
September |
Oktober |
November |
Dezember 2023
Weitere Ereignisse | Allgemeiner Nekrolog 2023
Die Beschreibung der verstorbenen Person sollte so kurz wie möglich gehalten sein und nur deren signifikante Tätigkeit(en) enthalten.
Neue Namen ggf. auch unter dem Geburts- und Sterbedatum, also etwa unter 1. Januar und im Geburts- und Sterbejahr (2024) eintragen (nur bei entsprechender großer Wichtigkeit). Für Beispiele siehe die schon vorhandenen Artikel.
Außerdem über die fünf zuletzt Verstorbenen, zu denen es einen ausreichend guten Artikel für eine Präsentation auf der Hauptseite gibt, nach der todesbedingten Überarbeitung der Artikel ggf. auch unter Wikipedia Diskussion:Hauptseite informieren und sie am besten auch in den anderen Wikipedia-Sprachversionen eintragen. Tipp: Regelmäßig bei news.google.de nach „ist tot“, „gestorben“ oder „verstorben“ suchen.
Wenn eine Person gestorben ist, gibt es viele Seiten zu dieser Person in der Wikipedia, die davon auch betroffen sind und entsprechend aktualisiert werden müssen. Beispiele: Namenübersichtsseite, Geburtsjahr, Geburtsort-Seiten und viele mehr.
Wie finde ich die betroffenen Seiten?
Im Suchfeld auf der linken Seite gibt man den Suchbegriff so ein: „Vorname Nachname“. Dann klickt man auf Volltext und alle Seiten mit entsprechendem Suchtext werden aufgerufen. Hier sieht man dann schnell, wo auch das Todesjahr Sinn macht oder sogar ein Teil des Artikels angepasst werden muss. Auch hilft das „Werkzeug“ auf der linken Seite sehr gut, um solche Seiten aufzufinden: „Links auf diese Seite“. Somit ist die Wikipedia wieder aktuell in allen Bereichen! Hinweis: bei Eintragung der Kategorie „Gestorben JAHR“ wird der Missbrauchsfilter 49 ausgelöst, was jedoch nicht schlimm ist. Siehe: Spezial:Missbrauchsfilter/49
Dies ist eine Liste von im Oktober 2023 verstorbenen bekannten Persönlichkeiten. Die Einträge erfolgen innerhalb der einzelnen Daten alphabetisch sortiert. Tiere sind im Nekrolog für Tiere zu finden.

## Oktober
Bearbeitungshinweis: Neue Todesfälle bitte absteigend nach Tagen geordnet eintragen. Die Todesfälle desselben Tages bitte in alphabetischer Reihenfolge einfügen.
| Tag         | Name                                        | Beruf, bekannt als                                                                                    | Alter | Beleg |
| ----------- | ------------------------------------------- | --- | ----- | ----- |
| 31. Oktober | Lea Ackermann                               | deutsche Ordensschwester und Frauenrechtlerin                                                         | 86    |       |
| 31. Oktober | Pjotr Baklanow                              | russischer Wirtschaftsgeograph                                                                        | 77    |       |
| 31. Oktober | Tyler Christopher                           | US-amerikanischer Schauspieler                                                                        | 50    |       |
| 31. Oktober | Lawrence Cohn                               | US-amerikanischer Musikproduzent                                                                      | 91    |       |
| 31. Oktober | Herbert Falken                              | deutscher Priester und Künstler                                                                       | 91    |       |
| 31. Oktober | Ernesto Ferrero                             | italienischer Autor und Literaturkritiker                                                             | 85    |       |
| 31. Oktober | Ernst Hofer                                 | österreichischer Judoka                                                                               | 52    |       |
| 31. Oktober | Peter Kersten                               | deutscher Zauberkünstler                                                                              | 80    |       |
| 31. Oktober | Ken Mattingly                               | US-amerikanischer Astronaut                                                                           | 87    |       |
| 31. Oktober | Friedhelm Neidhardt                         | deutscher Soziologe                                                                                   | 89    |       |
| 31. Oktober | Oleg Protopopow                             | sowjetischer Eiskunstläufer                                                                           | 91    |       |
| 31. Oktober | Erika Runge                                 | deutsche Schriftstellerin und Regisseurin                                                             | 84    |       |
| 31. Oktober | Heinz Schlaffer                             | deutscher Germanist                                                                                   | 84    |       |
| 31. Oktober | Mel Sembler                                 | US-amerikanischer Diplomat                                                                            | 93    |       |
| 31. Oktober | Udo Skladny                                 | deutscher Theologe                                                                                    | 92    |       |
| 31. Oktober | Gerd Sutter                                 | deutscher Veterinärmediziner und Virologe                                                             | 61    |       |
| 31. Oktober | Elmar Wepper                                | deutscher Schauspieler und Synchronsprecher                                                           | 79    |       |
| 31. Oktober | Kōichi Yamamoto                             | japanischer Politiker                                                                                 | 76    |       |
| 30. Oktober | Walter Adams                                | deutscher Leichtathlet                                                                                | 78    |       |
| 30. Oktober | Fernando Almada                             | mexikanischer Schauspieler                                                                            | 94    |       |
| 30. Oktober | Paul Angenvoorth                            | deutscher Leichtathlet                                                                                | 78    |       |
| 30. Oktober | Klaus Endrikat                              | deutscher Grafiker                                                                                    | 84    |       |
| 30. Oktober | Jürgen Engler                               | deutscher Kulturwissenschaftler                                                                       | 78    |       |
| 30. Oktober | Peter S. Fischer                            | US-amerikanischer Drehbuchautor                                                                       | 88    |       |
| 30. Oktober | Frank Howard                                | US-amerikanischer Baseballspieler, -trainer und -manager                                              | 87    |       |
| 30. Oktober | Pat Lee                                     | irischer Politiker                                                                                    | 79    |       |
| 30. Oktober | Wladimir Markelow                           | sowjetischer bzw. russischer Turner                                                                   | 66    |       |
| 30. Oktober | Barry McKinnon                              | kanadischer Dichter                                                                                   | 79    |       |
| 30. Oktober | Hans Meiser                                 | deutscher Radio- und Fernsehmoderator                                                                 | 77    |       |
| 30. Oktober | Micaela Pignatelli                          | italienische Schauspielerin                                                                           | 77    |       |
| 30. Oktober | Anton Schwob                                | österreichischer Germanist                                                                            | 86    |       |
| 30. Oktober | Horst Dieter Sihler                         | österreichischer Schriftsteller, Lyriker und Filmkritiker                                             | 85    |       |
| 30. Oktober | Aaron Spears                                | US-amerikanischer Schlagzeuger                                                                        | 47    |       |
| 30. Oktober | Manfred Speck                               | deutscher politischer Beamter und Staatssekretär                                                      | 77    |       |
| 29. Oktober | Charlie Aitken                              | schottischer Fußballspieler                                                                           | 81    |       |
| 29. Oktober | Tigran Alichanow                            | russischer Pianist                                                                                    | 80    |       |
| 29. Oktober | Yağmur Atsız                                | türkischer Journalist, Kolumnist, Essayist und Dichter                                                | 83    |       |
| 29. Oktober | Charles B. Blankart                         | Schweizer Volkswirtschafter                                                                           | 81    |       |
| 29. Oktober | Robert Brustein                             | US-amerikanischer Theatergründer, -produzent, -kritiker und Dramatiker                                | 96    |       |
| 29. Oktober | Heath                                       | japanischer Musiker                                                                                   | 55    |       |
| 29. Oktober | Rutt Hinrikus                               | estnische Literaturwissenschaftlerin und -kritikerin                                                  | 77    |       |
| 29. Oktober | Hans-Jürgen Karp                            | deutscher Historiker und Herausgeber                                                                  | 88    |       |
| 29. Oktober | Rolf Krebs                                  | deutscher Mediziner, Pharmakologe und Wirtschaftsmanager                                              | 83    |       |
| 29. Oktober | Volker Kühn                                 | deutscher Künstler                                                                                    | 75    |       |
| 29. Oktober | Rolf Menzel                                 | deutscher Politiker                                                                                   | 68    |       |
| 29. Oktober | Ben Nwabueze                                | nigerianischer Jurist und Politiker                                                                   | 90    |       |
| 29. Oktober | John R. Paxton                              | US-amerikanisch-australischer Ichthyologe                                                             | 85    |       |
| 29. Oktober | Danilo Santos Miranda                       | brasilianischer Kulturmanager, Soziologe und Philosoph                                                | 80    |       |
| 29. Oktober | Eberhard Ritz                               | deutscher Urologe                                                                                     | 85    |       |
| 29. Oktober | Wolfgang Schumacher                         | deutscher Biologe und Geobotaniker                                                                    | 79    |       |
| 29. Oktober | Jeyan Mahfi Tözüm                           | türkische Schauspielerin und Synchronsprecherin                                                       | 95    |       |
| 29. Oktober | Paul S. Ulrich                              | US-amerikanischer Bibliothekar und Theaterwissenschaftler                                             | 79    |       |
| 29. Oktober | Otti Wilmanns                               | deutsche Botanikerin                                                                                  | 95    |       |
| 28. Oktober | Erkki Antila                                | finnischer Biathlet                                                                                   | 69    |       |
| 28. Oktober | James Arthur Bennett                        | britischer Wissenschaftshistoriker                                                                    | 76    |       |
| 28. Oktober | Thomas Denter                               | deutscher Ordensgeistlicher und Abt                                                                   | 87    |       |
| 28. Oktober | Norman T. Feather                           | australischer Sozialpsychologe                                                                        | 93    |       |
| 28. Oktober | Károly Hauszler                             | ungarischer Wasserballer                                                                              | 71    |       |
| 28. Oktober | Saleemul Huq                                | bangladeschischer Klimawissenschaftler                                                                | 71    |       |
| 28. Oktober | Stephan Molitor                             | deutscher Historiker und Archivar                                                                     | 68    |       |
| 28. Oktober | Bernd Jaspert                               | deutscher Theologe und Autor                                                                          | 79    |       |
| 28. Oktober | Adam Johnson                                | US-amerikanischer Eishockeyspieler                                                                    | 29    |       |
| 28. Oktober | Hartmut Krienke                             | deutscher Physiker                                                                                    | 80    |       |
| 28. Oktober | Helmut Kritzinger                           | österreichischer Politiker                                                                            | 95    |       |
| 28. Oktober | Klaus-Dieter Osswald                        | deutscher Soziologe und Politiker                                                                     | 86    |       |
| 28. Oktober | Matthew Perry                               | US-amerikanisch-kanadischer Schauspieler                                                              | 54    |       |
| 28. Oktober | Ludwig Roos                                 | deutscher Fußballspieler                                                                              | 88    |       |
| 28. Oktober | Maruja Vieira                               | kolumbianische Dichterin und Journalistin                                                             | 100   |       |
| 27. Oktober | Lorenz Bahlsen                              | deutscher Unternehmer                                                                                 | 75    |       |
| 27. Oktober | Kazimierz Bendkowski                        | polnischer Photo- und Filmkünstler                                                                    | 75    |       |
| 27. Oktober | Axali Doëseb                                | namibischer Komponist                                                                                 | 69    |       |
| 27. Oktober | Armita Garawand                             | iranisches Gewaltopfer                                                                                | 17    |       |
| 27. Oktober | Bruno Heimberg                              | deutscher Kunsthistoriker und Restaurator                                                             | 89    |       |
| 27. Oktober | Victor Herdt                                | russlanddeutscher Historiker und Genealoge                                                            | 74    |       |
| 27. Oktober | Anne Heywood                                | britische Schauspielerin                                                                              | 90    |       |
| 27. Oktober | Andreas Kamlah                              | deutscher Physiker und Philosoph                                                                      | 89    |       |
| 27. Oktober | Jeannine Leduc                              | belgische Politikerin                                                                                 | 68    |       |
| 27. Oktober | Li Keqiang                                  | chinesischer Politiker                                                                                | 68    |       |
| 27. Oktober | Wiktor Mamatow                              | sowjetischer Biathlet                                                                                 | 86    |       |
| 27. Oktober | Krikor Melikyan                             | deutscher Schauspieler und Synchronsprecher                                                           | 99    |       |
| 27. Oktober | Wolfgang Nahrstedt                          | deutscher Erziehungswissenschaftler                                                                   | 91    |       |
| 27. Oktober | Henry Ohayon                                | israelischer Radrennfahrer                                                                            | 89    |       |
| 27. Oktober | María Dolores Ortiz                         | kubanische Fernsehmoderatorin, Publizistin und Philologin                                             | 87    |       |
| 27. Oktober | Jean Pellissier                             | italienischer Skibergsteiger                                                                          | 51    |       |
| 27. Oktober | Senno Salzwedel                             | deutscher Gewichtheber                                                                                | 64    |       |
| 27. Oktober | Brandon Smith                               | US-amerikanischer Schauspieler und Regisseur                                                          | 71    |       |
| 27. Oktober | Petros Themelis                             | griechischer Archäologe                                                                               | 87    |       |
| 27. Oktober | Ewald Walch                                 | österreichischer Rennrodler und Boxer                                                                 | 83    |       |
| 27. Oktober | Ignaz Walter                                | deutscher Unternehmer                                                                                 | 87    |       |
| 26. Oktober | Gottfried Bitter                            | deutscher Theologe                                                                                    | 87    |       |
| 26. Oktober | John Burnheim                               | australischer Philosoph                                                                               | 96    |       |
| 26. Oktober | Gottlieb Fauth                              | deutscher Politiker                                                                                   | 67    |       |
| 26. Oktober | Goa Gil                                     | US-amerikanischer DJ und Musiker                                                                      | 72    |       |
| 26. Oktober | Ryszard Kornacki                            | polnischer Schriftsteller                                                                             | 83    |       |
| 26. Oktober | Otto Kronsteiner                            | österreichischer Slawist, Sprachwissenschaftler, Namenforscher und Historiker                         | 84    |       |
| 26. Oktober | Richard Moll                                | US-amerikanischer Schauspieler                                                                        | 80    |       |
| 26. Oktober | Hugo Montgomery                             | schwedischer Philologe                                                                                | 91    |       |
| 26. Oktober | Judy Nugent                                 | US-amerikanische Schauspielerin                                                                       | 83    |       |
| 26. Oktober | Bingo Smith                                 | US-amerikanischer Basketballspieler                                                                   | 77    |       |
| 26. Oktober | Knut Unertl                                 | deutscher Oboist und Musikpädagoge                                                                    | 71    |       |
| 26. Oktober | Peter W. von Weymarn                        | deutscher Winzer                                                                                      | 87    |       |
| 25. Oktober | Peter Baumanns                              | deutscher Philosoph                                                                                   | 88    |       |
| 25. Oktober | Martin Baumbach                             | deutscher Kraftsportler                                                                               | 44    |       |
| 25. Oktober | Gloria Dodenhof                             | deutsche Unternehmerin                                                                                | 84    |       |
| 25. Oktober | Giorgos Grammatikakis                       | griechischer Politiker und Physiker                                                                   | 84    |       |
| 25. Oktober | Robert Irwin                                | US-amerikanischer Installationskünstler                                                               | 95    |       |
| 25. Oktober | Zdeněk Mácal                                | tschechischer Dirigent                                                                                | 87    |       |
| 25. Oktober | Hans Mosesson                               | schwedischer Schauspieler, Regisseur und Musiker                                                      | 79    |       |
| 25. Oktober | Carole Piguet                               | Schweizer Schauspielerin                                                                              | 61    |       |
| 25. Oktober | Ed Sandford                                 | kanadischer Eishockeyspieler                                                                          | 95    |       |
| 25. Oktober | Rainer Schützeichel                         | deutscher Soziologe                                                                                   | 65    |       |
| 25. Oktober | Dobroslav Trnka                             | slowakischer Jurist                                                                                   | 59    |       |
| 25. Oktober | Yūji Tsushima                               | japanischer Politiker                                                                                 | 93    |       |
| 25. Oktober | Heiko Waller                                | deutscher Sozialmediziner und Sozialwissenschaftler                                                   | 80    |       |
| 24. Oktober | Hans Albert                                 | deutscher Soziologe und Philosoph                                                                     | 102   |       |
| 24. Oktober | Arnold Diaz                                 | US-amerikanischer Journalist                                                                          | 74    |       |
| 24. Oktober | Murray Elder                                | britischer Politiker und Peer                                                                         | 73    |       |
| 24. Oktober | Alfred Glenski                              | deutscher Fußballspieler                                                                              | 83    |       |
| 24. Oktober | Niels Holst-Sørensen                        | dänischer Leichtathlet                                                                                | 100   |       |
| 24. Oktober | Heinz Günther Hüsch                         | deutscher Rechtsanwalt und Politiker                                                                  | 94    |       |
| 24. Oktober | Ricardo Iorio                               | argentinischer Rockmusiker und Musikproduzent                                                         | 61    |       |
| 24. Oktober | Alexei Kontorowitsch                        | sowjetischer bzw. russischer Geologe und Geochemiker                                                  | 89    |       |
| 24. Oktober | Andreas „Anderl“ Molterer                   | österreichischer Skirennfahrer                                                                        | 92    |       |
| 24. Oktober | Wladimir Nekrassow                          | russischer Manager                                                                                    | 66    |       |
| 24. Oktober | Lothar Pohl                                 | deutscher Sänger und Songwriter                                                                       | 71    |       |
| 24. Oktober | Wanda Półtawska                             | polnische Psychiaterin und KZ-Überlebende                                                             | 101   |       |
| 24. Oktober | Steve Riley                                 | US-amerikanischer Musiker                                                                             | 67    |       |
| 24. Oktober | Richard Roundtree                           | US-amerikanischer Schauspieler                                                                        | 81    |       |
| 23. Oktober | Robert U. Ayres                             | US-amerikanischer Physiker und Ökonom                                                                 | 91    |       |
| 23. Oktober | Bishan Singh Bedi                           | indischer Cricketspieler                                                                              | 77    |       |
| 23. Oktober | Peter Brokmeier                             | deutscher Politikwissenschaftler                                                                      | 88    |       |
| 23. Oktober | Robert Eshun                                | ghanaischer Fußballspieler                                                                            | 48    |       |
| 23. Oktober | Karl Jetter                                 | deutscher Ökonom und Journalist                                                                       | 94    |       |
| 23. Oktober | Bill Kenwright                              | britischer Film- und Theaterproduzent sowie Fußballfunktionär                                         | 78    |       |
| 23. Oktober | István Láng                                 | ungarischer Komponist                                                                                 | 90    |       |
| 23. Oktober | Michael Ley                                 | österreichischer Politikwissenschaftler                                                               | 68    |       |
| 23. Oktober | Enrique V. Macaraeg                         | philippinischer Bischof                                                                               | 67    |       |
| 23. Oktober | Tryggve N. D. Mettinger                     | schwedischer Theologe                                                                                 | 83    |       |
| 23. Oktober | Bernard Morel                               | französischer Säbelfechter                                                                            | 98    |       |
| 23. Oktober | Bob Perry                                   | US-amerikanischer Tennisspieler                                                                       | 90    |       |
| 23. Oktober | Lutz Riemann                                | deutscher Schauspieler, Journalist und Autor                                                          | 82    |       |
| 22. Oktober | Ida Applebroog                              | US-amerikanische Bildhauerin und Malerin                                                              | 93    |       |
| 22. Oktober | Vincent Asaro                               | US-amerikanischer Mobster                                                                             | 86    |       |
| 22. Oktober | Jeffrey A. Bader                            | US-amerikanischer Diplomat und Politikberater                                                         | 78    |       |
| 22. Oktober | Lee Berk                                    | US-amerikanischer Hochschulleiter                                                                     | 81    |       |
| 22. Oktober | Theodor Buckstegen                          | deutscher Geistlicher                                                                                 | 83    |       |
| 22. Oktober | Arni Cheatham                               | US-amerikanischer Jazzmusiker                                                                         | 79    |       |
| 22. Oktober | Dave Courtney                               | britischer Gangster und Autor                                                                         | 64    |       |
| 22. Oktober | Janina David                                | polnisch-britische Schriftstellerin, Übersetzerin und Holocaustüberlebende                            | 93    |       |
| 22. Oktober | Waltraut Engelberg                          | deutsche Germanistin                                                                                  | 94    |       |
| 22. Oktober | Heinz Greiffenberger                        | deutscher Unternehmer                                                                                 | 85    |       |
| 22. Oktober | Alfred Kleinermeilert                       | deutscher Weihbischof                                                                                 | 95    |       |
| 22. Oktober | Don Laughlin                                | US-amerikanischer Unternehmer                                                                         | 92    |       |
| 22. Oktober | Manfred Nietzschmann                        | deutscher Springreiter                                                                                | 86    |       |
| 22. Oktober | Antoine Scopelliti                          | italienisch-madagassischer Bischof                                                                    | 84    |       |
| 22. Oktober | Willibald Weiss                             | deutscher Fußballspieler                                                                              | 75    |       |
| 21. Oktober | Amanda Aizpuriete                           | lettische Lyrikerin und Übersetzerin                                                                  | 67    |       |
| 21. Oktober | Robbin Bain                                 | US-amerikanische Schönheitskönigin und Fernsehmoderatorin                                             | 87    |       |
| 21. Oktober | Reino Börjesson                             | schwedischer Fußballspieler                                                                           | 94    |       |
| 21. Oktober | Manfred Braun                               | deutscher Politiker                                                                                   | 95    |       |
| 21. Oktober | Ernst Buschor                               | Schweizer Wirtschaftswissenschaftler und Politiker                                                    | 80    |       |
| 21. Oktober | Bobby Charlton                              | englischer Fußballspieler                                                                             | 86    |       |
| 21. Oktober | Warner Max Corden                           | australischer Ökonom                                                                                  | 96    |       |
| 21. Oktober | Natalie Zemon Davis                         | kanadisch-US-amerikanische Historikerin und Kulturwissenschaftlerin                                   | 94    |       |
| 21. Oktober | Joan Evans                                  | US-amerikanische Schauspielerin                                                                       | 89    |       |
| 21. Oktober | Hans Friessen                               | deutsch-mexikanischer Fußballspieler                                                                  | 74    |       |
| 21. Oktober | Lidija Gall                                 | russische Physikerin                                                                                  | 89    |       |
| 21. Oktober | N. John Habraken                            | niederländischer Architekt, Architekturlehrer, Theoretiker und Autor                                  | 94    |       |
| 21. Oktober | Bill Hayden                                 | australischer Politiker                                                                               | 90    |       |
| 21. Oktober | Jörg Hillmann                               | deutscher Marineoffizier und Militärhistoriker                                                        | 60    |       |
| 21. Oktober | David Kirke                                 | britischer Bungeespringer und Sportfunktionär                                                         | 78    |       |
| 21. Oktober | Hans Eberhard Mayer                         | deutscher Historiker und Diplomatiker                                                                 | 91    |       |
| 21. Oktober | Alex Moreira                                | brasilianischer Musiker, Produzent und Toningenieur                                                   | 58    |       |
| 21. Oktober | William E. Pelham                           | US-amerikanischer Mediziner                                                                           | 75    |       |
| 21. Oktober | Betsy Rawls                                 | US-amerikanische Golferin                                                                             | 95    |       |
| 21. Oktober | Michael Schätze                             | deutscher Lehrer und Politiker                                                                        | 74    |       |
| 21. Oktober | Hermann Schreiber                           | deutscher Physiker                                                                                    | 91    |       |
| 21. Oktober | Sergio Staino                               | italienischer Comiczeichner und Satiriker                                                             | 83    |       |
| 21. Oktober | Ronald Taft                                 | australischer Sozialpsychologe                                                                        | 103   |       |
| 20. Oktober | Hiba Abu Nada                               | palästinensische Poetin, Romanautorin, Ernährungswissenschaftlerin und Wikipedianerin                 | 32    |       |
| 20. Oktober | Jack Anderson                               | US-amerikanischer Tanzkritiker und Lyriker                                                            | 88    |       |
| 20. Oktober | Eduardo Arranz-Bravo                        | spanischer Maler und Bildhauer                                                                        | 82    |       |
| 20. Oktober | Norbert Buske                               | deutscher Theologe, Pfarrer und Politiker                                                             | 87    |       |
| 20. Oktober | Donald Angus Cameron of Lochiel             | schottischer Clanchef und Regierungsbeamter                                                           | 77    |       |
| 20. Oktober | Hans Domenig                                | Schweizer Pfarrer, Fotograf und Autor                                                                 | 89    |       |
| 20. Oktober | Claus-Jürgen Duisberg                       | deutscher Diplomat                                                                                    | 89    |       |
| 20. Oktober | Haydn Gwynne                                | britische Schauspielerin                                                                              | 66    |       |
| 20. Oktober | Amber L. Hollibaugh                         | US-amerikanische Historikerin und Autorin                                                             | 77    |       |
| 20. Oktober | Manfred Höppner                             | deutscher Mediziner                                                                                   | 89    |       |
| 20. Oktober | Karl-Heinz Hüter                            | deutscher Architektur- und Designhistoriker                                                           | 94    |       |
| 20. Oktober | Jörg Jannings                               | deutscher Hörspielregisseur                                                                           | 92    |       |
| 20. Oktober | Jakob Janussen                              | grönländischer Beamter und Politikwissenschaftler                                                     | 81    |       |
| 20. Oktober | Wolfgang Kaiser                             | deutscher Experimentalphysiker                                                                        | 98    |       |
| 20. Oktober | Donald Mackay                               | kanadischer Chemiker                                                                                  | 86    |       |
| 20. Oktober | Richard M. Osgood                           | US-amerikanischer Ingenieur und Physiker                                                              | 79    |       |
| 20. Oktober | Christian Pilnacek                          | österreichischer Jurist und Beamter                                                                   | 60    |       |
| 20. Oktober | Günter Weber                                | deutscher Fußballspieler                                                                              | 71    |       |
| 19. Oktober | The 45 King                                 | US-amerikanischer DJ und Musikproduzent                                                               | 62    |       |
| 19. Oktober | Lasse Berghagen                             | schwedischer Schlagersänger                                                                           | 78    |       |
| 19. Oktober | Romano Cuonz                                | Schweizer Schriftsteller                                                                              | 78    |       |
| 19. Oktober | Dietrich Geyer                              | deutscher Historiker                                                                                  | 94    |       |
| 19. Oktober | Carl Morten Iversen                         | norwegischer Jazz-Bassist                                                                             | 75    |       |
| 19. Oktober | Heinrich Messner                            | österreichischer Skirennläufer                                                                        | 84    |       |
| 19. Oktober | Harro Müller-Michaels                       | deutscher Literaturdidaktiker, Literaturwissenschaftler und Bildungspolitiker                         | 87    |       |
| 19. Oktober | Anfissa Reszowa                             | russische Skilangläuferin und Biathletin                                                              | 58    |       |
| 19. Oktober | Atsushi Sakurai                             | japanischer Rocksänger                                                                                | 57    |       |
| 19. Oktober | Dieter Schnabel                             | deutscher Unternehmer                                                                                 | 76    |       |
| 19. Oktober | Harald Seewann                              | österreichischer Studentenhistoriker                                                                  | 78    |       |
| 19. Oktober | Heidi Senger-Weiss                          | österreichische Logistikunternehmerin                                                                 | 82    |       |
| 19. Oktober | Ilse Steinegger                             | österreichische Leichtathletin                                                                        | 98    |       |
| 19. Oktober | Oscar Valdés                                | kubanischer Sänger und Perkussionist                                                                  | 85    |       |
| 19. Oktober | Anthony Vidler                              | britischer Architekturhistoriker und -kritiker                                                        | 82    |       |
| 18. Oktober | Alexander Busgalin                          | russischer Wirtschaftswissenschaftler                                                                 | 69    |       |
| 18. Oktober | Osvaldo Desideri                            | italienischer Artdirector und Szenenbildner                                                           | 84    |       |
| 18. Oktober | Albrecht Eckhardt                           | deutscher Archivar und Historiker                                                                     | 85    |       |
| 18. Oktober | Claudia Gerstäcker                          | österreichische Schauspielerin                                                                        | 86    |       |
| 18. Oktober | Hannelore Horn                              | deutsche Politikwissenschaftlerin                                                                     | 93    |       |
| 18. Oktober | Erich-Dieter Krause                         | deutscher Esperantist                                                                                 | 88    |       |
| 18. Oktober | Henry Kyemba                                | ugandischer Politiker                                                                                 | 84    |       |
| 18. Oktober | Juanita McNeely                             | US-amerikanische Künstlerin                                                                           | 87    |       |
| 18. Oktober | Christoph Müllerleile                       | deutscher Journalist und Politiker                                                                    | 76    |       |
| 18. Oktober | Thomas A. Szlezák                           | deutscher Klassischer Philologe                                                                       | 83    |       |
| 18. Oktober | Dwight Twilley                              | US-amerikanischer Sänger und Songwriter                                                               | 72    |       |
| 17. Oktober | Dirk Alvermann                              | deutscher Historiker und Archivar                                                                     | 57    |       |
| 17. Oktober | Syamsul Arifin                              | indonesischer Politiker                                                                               | 71    |       |
| 17. Oktober | Malachi Beit-Arié                           | israelischer Kodikologe und Paläograph                                                                | 86    |       |
| 17. Oktober | Carla Bley                                  | US-amerikanische Jazzkomponistin und Keyboarderin                                                     | 87    |       |
| 17. Oktober | Roberto Camilleri Azzopardi                 | maltesisch-honduranischer Bischof                                                                     | 72    |       |
| 17. Oktober | Peter Fessler                               | österreichischer Jurist                                                                               | 95    |       |
| 17. Oktober | Kammerer-Luka                               | deutscher Künstler                                                                                    | 94    |       |
| 17. Oktober | Carl Lineberger                             | US-amerikanischer Physikochemiker                                                                     | 83    |       |
| 17. Oktober | Chōzaemon Ōhi                               | japanischer Keramiker                                                                                 | 95    |       |
| 17. Oktober | Kalle Oranen                                | niederländischer Fußballspieler                                                                       | 77    |       |
| 17. Oktober | Hans-Jürgen Raben                           | deutscher Autor                                                                                       | 80    |       |
| 17. Oktober | Orazio Rancati                              | italienischer Fußballspieler und -trainer                                                             | 83    |       |
| 17. Oktober | Franz Karl Stanzel                          | österreichischer Anglist und Literaturwissenschaftler                                                 | 100   |       |
| 17. Oktober | Aurèle Vandendriessche                      | belgischer Leichtathlet                                                                               | 91    |       |
| 17. Oktober | Wolfgang Waldstein                          | österreichischer Rechtshistoriker                                                                     | 95    |       |
| 17. Oktober | Anneliese Zänsler                           | deutsche Opern- und Operettensängerin, Gesangspädagogin und Musikwissenschaftlerin                    | 96    |       |
| 16. Oktober | Martti Ahtisaari                            | finnischer Politiker                                                                                  | 86    |       |
| 16. Oktober | Usama al-Mazini                             | palästinensischer Terrorist                                                                           | 57    |       |
| 16. Oktober | Hatto Beyerle                               | deutsch-österreichischer Kammermusiker und Dirigent                                                   | 90    |       |
| 16. Oktober | Olaf Bockhorn                               | österreichischer Volkskundler                                                                         | 81    |       |
| 16. Oktober | Thomas Collmer                              | deutscher Philosoph, Literaturwissenschaftler und Schriftsteller                                      | 67    |       |
| 16. Oktober | Gennadi Gladkow                             | sowjetischer bzw. russischer Komponist                                                                | 88    |       |
| 16. Oktober | Toon Greebe                                 | niederländischer Dartspieler                                                                          | 35    |       |
| 16. Oktober | Hannelore Greve                             | deutsche Unternehmerin und Mäzenin                                                                    | 96    |       |
| 16. Oktober | Jesús Guzmán                                | spanischer Schauspieler                                                                               | 97    |       |
| 16. Oktober | Eckmar Hähnel                               | deutscher Politiker                                                                                   | 77    |       |
| 16. Oktober | Margret Hölle                               | deutsche Lyrikerin und Erzählerin                                                                     | 96    |       |
| 16. Oktober | Peter Wilhelm Höllermann                    | deutscher Geograph                                                                                    | 92    |       |
| 16. Oktober | Heinrich Janke                              | deutscher Designer und Bildhauer                                                                      | 93    |       |
| 16. Oktober | Don F. Jordan                               | US-amerikanischer Journalist                                                                          | 82    |       |
| 16. Oktober | Klaus Körner                                | deutscher Schriftsteller, Publizist und Jurist                                                        | 77    |       |
| 16. Oktober | Heidi Lambert-Lang                          | deutsche Juristin                                                                                     | 86    |       |
| 16. Oktober | Carlinhos Maracanã                          | brasilianischer Fußballspieler                                                                        | 66    |       |
| 16. Oktober | Dimitrios Salachas                          | griechischer Theologe und Exarch                                                                      | 84    |       |
| 16. Oktober | Steven Weisberg                             | US-amerikanischer Filmeditor                                                                          | 68    |       |
| 15. Oktober | Carmen Petra Basacopol                      | rumänische Komponistin                                                                                | 97    |       |
| 15. Oktober | Tod David Brown                             | US-amerikanischer Bischof                                                                             | 86    |       |
| 15. Oktober | Péter Éri                                   | ungarischer Multiinstrumentalist und Folklorist                                                       | 69    |       |
| 15. Oktober | Manohar Singh Gill                          | indischer Politiker                                                                                   | 87    |       |
| 15. Oktober | Toni Gruber                                 | deutscher Motorradrennfahrer                                                                          | 79    |       |
| 15. Oktober | Gisèle Khoury                               | libanesisch-französische Journalistin und Talkshowmoderatorin                                         | 62    |       |
| 15. Oktober | Jimmy LaRocca                               | US-amerikanischer Jazzmusiker                                                                         | 83    |       |
| 15. Oktober | Michael Leuschner                           | deutscher Pianist                                                                                     | 75    |       |
| 15. Oktober | Carlos López-Quesada                        | spanischer Reiter                                                                                     | 97    |       |
| 15. Oktober | Joanna Merlin                               | US-amerikanische Schauspielerin                                                                       | 92    |       |
| 15. Oktober | Wolfgang Pehnt                              | deutscher Architekturhistoriker und Architekturkritiker                                               | 92    |       |
| 15. Oktober | Gerry Ryan                                  | irischer Fußballspieler                                                                               | 68    |       |
| 15. Oktober | Torstein Seiersten                          | norwegischer Eisschnellläufer                                                                         | 92    |       |
| 15. Oktober | David Shaffer                               | britisch-US-amerikanischer Kinder- und Jugendmediziner                                                | 87    |       |
| 15. Oktober | Suzanne Somers                              | US-amerikanische Schauspielerin                                                                       | 76    |       |
| 15. Oktober | Teófilo Torres Corzo                        | mexikanischer Politiker                                                                               | 77    |       |
| 15. Oktober | Mercedes Vostell                            | spanische Autorin und künstlerische Museumsleiterin                                                   | 90    |       |
| 14. Oktober | Hédy Attouch                                | französischer Mathematiker                                                                            | 74    |       |
| 14. Oktober | Andy Bean                                   | US-amerikanischer Golfer                                                                              | 70    |       |
| 14. Oktober | Philippe Carles                             | französischer Musikjournalist und Jazzautor                                                           | 82    |       |
| 14. Oktober | Bernhard Dahm                               | deutscher Historiker                                                                                  | 91    |       |
| 14. Oktober | Jan Dalgic                                  | deutscher Eishockeyspieler                                                                            | 25    |       |
| 14. Oktober | John B. Dunlop                              | US-amerikanischer Politikwissenschafter                                                               | 81    |       |
| 14. Oktober | Volker Glatt                                | deutscher Brigadegeneral                                                                              | 86    |       |
| 14. Oktober | Bernd-Ulrich Hergemöller                    | deutscher Historiker                                                                                  | 72    |       |
| 14. Oktober | Klaus Höpcke                                | deutscher Politiker                                                                                   | 89    |       |
| 14. Oktober | Peter Kirchberg                             | deutscher Historiker                                                                                  | 89    |       |
| 14. Oktober | Piper Laurie                                | US-amerikanische Schauspielerin                                                                       | 91    |       |
| 14. Oktober | Dariush Mehrjui                             | iranischer Filmemacher                                                                                | 83    |       |
| 23. Oktober | Langhorne A. Motley                         | US-amerikanischer Diplomat                                                                            | 85    |       |
| 14. Oktober | Reimund Schmidt-De Caluwe                   | deutscher Rechtswissenschaftler                                                                       | 67    |       |
| 14. Oktober | Jean-Charles Thomas                         | französischer Bischof                                                                                 | 93    |       |
| 14. Oktober | Gastón Ugalde                               | bolivianischer Künstler                                                                               | 79    |       |
| 14. Oktober | Masahiko Yuh                                | japanischer Jazz-Produzent und Autor                                                                  | 85    |       |
| 13. Oktober | Issam Abdallah                              | libanesischer Video-Journalist                                                                        | 37    |       |
| 13. Oktober | Murad Abu Murad                             | palästinensischer Terrorist                                                                           | ?     |       |
| 13. Oktober | Jairo Arias                                 | kolumbianischer Fußballspieler                                                                        | 86    |       |
| 13. Oktober | Peter Beckmann                              | deutscher Physiker                                                                                    | 92    |       |
| 13. Oktober | Wolfgang Josef Brehm                        | deutscher Künstler und Kunsterzieher                                                                  | 74    |       |
| 13. Oktober | Michael von Engelhardt                      | deutscher Soziologe                                                                                   | 80    |       |
| 13. Oktober | Waldemar Feldes                             | deutscher Flottillenadmiral                                                                           | 84    |       |
| 13. Oktober | Louise Glück                                | US-amerikanische Lyrikerin und Essayistin                                                             | 80    |       |
| 13. Oktober | Friedrich Grade                             | deutscher Ingenieur und Marineoffizier                                                                | 107   |       |
| 13. Oktober | Burdette Haldorson                          | US-amerikanischer Basketballspieler                                                                   | 89    |       |
| 13. Oktober | Frank Heltzig                               | deutscher Physiker und Politiker                                                                      | 83    |       |
| 13. Oktober | Garry Mapanzure                             | simbabwischer Sänger                                                                                  | 25    |       |
| 13. Oktober | Ronald M. Mottl                             | US-amerikanischer Politiker                                                                           | 89    |       |
| 13. Oktober | Karin Metzler-Müller                        | deutsche Rechtswissenschaftlerin                                                                      | 67    |       |
| 13. Oktober | Hubert Reeves                               | kanadischer Astrophysiker und Autor                                                                   | 91    |       |
| 13. Oktober | Hugh Russell                                | nordirischer Boxer                                                                                    | 63    |       |
| 13. Oktober | Rein Saluri                                 | estnischer Schriftsteller                                                                             | 84    |       |
| 13. Oktober | Raymond „Bud“ Somerville                    | US-amerikanischer Curler                                                                              | 86    |       |
| 13. Oktober | Pietro Vittorelli                           | italienischer Abt                                                                                     | 61    |       |
| 13. Oktober | Bello Maitama Yusuf                         | nigerianischer Politiker                                                                              | 76    |       |
| 12. Oktober | Horst Alsleben                              | deutscher Denkmalpfleger                                                                              | 83    |       |
| 12. Oktober | Peter Antoine                               | deutscher Fußballspieler und -trainer                                                                 | 79    |       |
| 12. Oktober | Burkard Bovensiepen                         | deutscher Unternehmer                                                                                 | 87    |       |
| 12. Oktober | Peter Carlstein                             | südafrikanischer Cricketspieler                                                                       | 84    |       |
| 12. Oktober | Ali Claudi                                  | deutscher Jazz- und Bluesmusiker                                                                      | 80    |       |
| 12. Oktober | Michael „Ibo“ Cooper                        | jamaikanischer Reggaemusiker                                                                          | 71    |       |
| 12. Oktober | Marga Drechsel                              | deutsche Batik-Künstlerin, Malerin und Grafikerin                                                     | 92    |       |
| 12. Oktober | Ralf Ender                                  | deutscher Fernsehdarsteller                                                                           | 63    |       |
| 12. Oktober | Luis Garavito                               | kolumbianischer Serienmörder                                                                          | 66    |       |
| 12. Oktober | Jane Garrett                                | US-amerikanische Lektorin                                                                             | 88    |       |
| 12. Oktober | Frank Hocker                                | deutscher Gitarrist und Sänger                                                                        | 67    |       |
| 12. Oktober | Jon Hustad                                  | norwegischer Journalist und Autor                                                                     | 55    |       |
| 12. Oktober | Gunnar Kaiser                               | deutscher Autor                                                                                       | 47    |       |
| 12. Oktober | Josef Kolmhofer                             | österreichischer Jurist, Kommerzialrat und Generaldirektor                                            | 88    |       |
| 12. Oktober | Alice Mabota                                | mosambikanische Menschenrechtsaktivistin                                                              | 74    |       |
| 12. Oktober | Eckhard Meinberg                            | deutscher Sportpädagoge                                                                               | 78    |       |
| 12. Oktober | Remei Margarit i Tayà                       | spanische Singer-Songwriterin und Erzählerin                                                          | 87    |       |
| 12. Oktober | Hisaya Nakajō                               | japanische Manga-Zeichnerin                                                                           | 50    |       |
| 12. Oktober | Lara Parker                                 | US-amerikanische Schauspielerin                                                                       | 84    |       |
| 12. Oktober | Colette Rossant                             | französische Kochbuchautorin, Gastronomiekritikerin und Übersetzerin                                  | 91    |       |
| 12. Oktober | Joachim Scholz                              | deutscher Autor                                                                                       | 98    |       |
| 12. Oktober | John Thomas                                 | US-amerikanischer Jazz- und Fusionmusiker                                                             | 69    |       |
| 12. Oktober | Andrij Wassylyschyn                         | ukrainischer Politiker                                                                                | 90    |       |
| 11. Oktober | Martin Aigner                               | österreichischer Mathematiker                                                                         | 81    |       |
| 11. Oktober | Michael P. C. Carns                         | US-amerikanischer Offizier, General der US Air Force                                                  | 86    |       |
| 11. Oktober | Douglas Clark                               | US-amerikanischer Serienmörder                                                                        | 75    |       |
| 11. Oktober | Phyllis Coates                              | US-amerikanische Schauspielerin                                                                       | 96    |       |
| 11. Oktober | Sherika De Armas                            | uruguayisches Model                                                                                   | 26    |       |
| 11. Oktober | Walt Garrison                               | US-amerikanischer American-Football-Spieler                                                           | 79    |       |
| 11. Oktober | Rainer E. Gut                               | Schweizer Bankmanager                                                                                 | 91    |       |
| 11. Oktober | Rudolph Isley                               | US-amerikanischer Sänger                                                                              | 84    |       |
| 11. Oktober | Luis Esteban Kyburg                         | argentinischer Militär                                                                                | 75    |       |
| 11. Oktober | Manuel Chuanguira Machado                   | mosambikanischer Bischof                                                                              | 73    |       |
| 11. Oktober | Edward P. McNeff                            | US-amerikanischer Offizier                                                                            | 99    |       |
| 11. Oktober | Rosemarie Myrdal                            | US-amerikanische Politikerin                                                                          | 94    |       |
| 11. Oktober | Aérea Negrot                                | venezolanische Performerin, Sängerin, Musikerin und Remixerin                                         | 43    |       |
| 11. Oktober | Julia Obertreis                             | deutsche Historikerin                                                                                 | 54    |       |
| 11. Oktober | Henning Opitz                               | deutscher Handballspieler und -funktionär                                                             | 85    |       |
| 11. Oktober | Hans-Werner Schütt                          | deutscher Wissenschaftshistoriker                                                                     | 86    |       |
| 10. Oktober | Herbert Adler                               | deutscher Schauspieler und Regisseur                                                                  | 88    |       |
| 10. Oktober | Jeff Burr                                   | US-amerikanischer Filmregisseur                                                                       | 60    |       |
| 10. Oktober | Robert von Dassanowsky                      | österreichisch-US-amerikanischer Germanist, Filmhistoriker, Schriftsteller und Filmproduzent          | 63    |       |
| 10. Oktober | Mark Goddard                                | US-amerikanischer Schauspieler                                                                        | 87    |       |
| 10. Oktober | Jeff L’Heureux                              | US-amerikanischer Sänger                                                                              | 63    |       |
| 10. Oktober | Karl M. Johnson                             | US-amerikanischer Virologe                                                                            | 94    |       |
| 10. Oktober | Dick Leach                                  | US-amerikanischer Tennisspieler und -trainer                                                          | 83    |       |
| 10. Oktober | Hans-Heinrich Müller                        | deutscher Wirtschafts- und Agrarhistoriker                                                            | 97    |       |
| 10. Oktober | Kim Nam-jo                                  | südkoreanische Lyrikerin und Essayistin                                                               | 96    |       |
| 10. Oktober | Eva Kollisch                                | US-amerikanische Schriftstellerin, Germanistin, Literaturwissenschaftlerin, Pazifistin und Feministin | 98    |       |
| 10. Oktober | Louise Meriwether                           | US-amerikanische Schriftstellerin                                                                     | 100   |       |
| 10. Oktober | Jens Arne Molvær                            | norwegischer Jazzmusiker                                                                              | 82    |       |
| 10. Oktober | Karlheinz Niclauß                           | deutscher Politikwissenschaftler und Zeithistoriker                                                   | 86    |       |
| 10. Oktober | Frank Papke                                 | deutscher Moderator und Stadionsprecher                                                               | 67    |       |
| 10. Oktober | Willy Pfund                                 | Schweizer Politiker                                                                                   | 84    |       |
| 10. Oktober | Corinne Pulver                              | Schweizer Autorin, Dokumentarfilmerin und Journalistin                                                | 96    |       |
| 9. Oktober  | Andrea Branzi                               | italienischer Architekt und Designer                                                                  | 84    |       |
| 9. Oktober  | Simone Chapuis-Bischof                      | Schweizer Redaktorin und Feministin                                                                   | 92    |       |
| 9. Oktober  | Terry Dischinger                            | US-amerikanischer Basketballspieler                                                                   | 82    |       |
| 9. Oktober  | Chuck Feeney                                | US-amerikanischer Unternehmer und Mäzen                                                               | 92    |       |
| 9. Oktober  | Keith Giffen                                | US-amerikanischer Comicautor und -zeichner                                                            | 70    |       |
| 9. Oktober  | Gerhard Grimmer                             | deutscher Skilangläufer                                                                               | 80    |       |
| 9. Oktober  | Anthony Hickox                              | britischer Regisseur, Schauspieler und Drehbuchautor                                                  | 64    |       |
| 9. Oktober  | Brendan Malone                              | US-amerikanischer Basketballtrainer                                                                   | 88    |       |
| 9. Oktober  | Mauro Morelli                               | brasilianischer Bischof                                                                               | 88    |       |
| 9. Oktober  | Fritz Nies                                  | deutscher Romanist                                                                                    | 89    |       |
| 9. Oktober  | Kevin Phillips                              | US-amerikanischer Publizist                                                                           | 82    |       |
| 9. Oktober  | Bertold Pölcher                             | deutscher Heimatforscher                                                                              | 81    |       |
| 9. Oktober  | Petar Porobić                               | montenegrinischer Wasserballtrainer                                                                   | 66    |       |
| 9. Oktober  | Eleni Potari                                | griechische Handballspielerin                                                                         | 41    |       |
| 9. Oktober  | Henri Serre                                 | französischer Schauspieler                                                                            | 92    |       |
| 9. Oktober  | Erik Veldre                                 | deutscher Schauspieler                                                                                | 91    |       |
| 9. Oktober  | Kaspar Heinrich Winterhalter                | Schweizer Biochemiker                                                                                 | 89    |       |
| 8. Oktober  | Agneta Andersson                            | schwedische Kanutin                                                                                   | 62    |       |
| 8. Oktober  | Fred Boyd                                   | US-amerikanischer Basketballspieler                                                                   | 73    |       |
| 8. Oktober  | Benno Budar                                 | sorbischer Schriftsteller, Übersetzer und Journalist                                                  | 77    |       |
| 8. Oktober  | Gertrud Buttlar-Elberberg                   | österreichische Historikerin                                                                          | 89    |       |
| 8. Oktober  | Leopold Dorfer                              | österreichischer Jurist, Kammeramtsdirektor und Politiker                                             | 88    |       |
| 8. Oktober  | Gérard Fenouil                              | französischer Sprinter                                                                                | 78    |       |
| 8. Oktober  | Manuel Figueira                             | kapverdischer Maler                                                                                   | 84    |       |
| 8. Oktober  | Pierre Franzen                              | Schweizer Redakteur                                                                                   | 77    |       |
| 8. Oktober  | Christian Grote                             | deutscher Schriftsteller                                                                              | 91    |       |
| 8. Oktober  | Erwin Henkel                                | deutscher Politiker                                                                                   | 87    |       |
| 8. Oktober  | Olga Nikolajewna Larionowa                  | russische Schriftstellerin                                                                            | 88    |       |
| 8. Oktober  | Nina Matwijenko                             | sowjetische bzw. ukrainische Sängerin                                                                 | 75    |       |
| 8. Oktober  | Didier Mouly                                | französischer Rechtsanwalt und Politiker                                                              | 72    |       |
| 8. Oktober  | Herschel Savage                             | US-amerikanischer Pornodarsteller                                                                     | 70    |       |
| 8. Oktober  | László Sólyom                               | ungarischer Politiker                                                                                 | 81    |       |
| 8. Oktober  | Rüdiger Volhard                             | deutscher Rechtsanwalt und Notar                                                                      | 92    |       |
| 8. Oktober  | Tjerk Westerterp                            | niederländischer Politiker und Journalist                                                             | 92    |       |
| 8. Oktober  | Burt Young                                  | US-amerikanischer Schauspieler                                                                        | 83    |       |
| 7. Oktober  | Lior Asulin                                 | israelischer Fußballspieler                                                                           | 43    |       |
| 7. Oktober  | Maruf al-Bachit                             | jordanischer Politiker und Diplomat                                                                   | 76    |       |
| 7. Oktober  | Christoph Böll                              | deutscher Filmemacher                                                                                 | 74    |       |
| 7. Oktober  | Aldo Cosentino                              | französischer Boxer                                                                                   | 75    |       |
| 7. Oktober  | Terence Davies                              | britischer Filmregisseur                                                                              | 77    |       |
| 7. Oktober  | Egmont Elschner                             | deutscher Theaterregisseur und -intendant                                                             | 76    |       |
| 7. Oktober  | Reiner Goldberg                             | deutscher Opernsänger                                                                                 | 83    |       |
| 7. Oktober  | Eric Griffin                                | US-amerikanischer Boxer                                                                               | 55    |       |
| 7. Oktober  | Anthony Holden                              | britischer Biograf                                                                                    | 76    |       |
| 7. Oktober  | Wolfgang Kube                               | deutscher Fußballspieler                                                                              | 86    |       |
| 7. Oktober  | Tenjen Lama                                 | nepalesischer Bergsteiger                                                                             | ≈36   |       |
| 7. Oktober  | Ofir Libstein                               | israelischer Politiker                                                                                | ≈50   |       |
| 7. Oktober  | Kurt Mayer                                  | österreichischer Filmproduzent, Filmregisseur und Drehbuchautor                                       | 72    |       |
| 7. Oktober  | Oldřich Pelčák                              | tschechischer Militärpilot und Kosmonaut                                                              | 79    |       |
| 7. Oktober  | Ted Schwinden                               | US-amerikanischer Politiker                                                                           | 98    |       |
| 7. Oktober  | Vivian Silver                               | kanadisch-israelische Frauenrechts- und Friedensaktivistin                                            | 74    |       |
| 7. Oktober  | Ellen Wessinghage                           | deutsche Leichtathletin                                                                               | 75    |       |
| 06. Oktober | Horst Bleeker                               | deutscher Schwimmer                                                                                   | 85    |       |
| 6. Oktober  | Michael Chiarello                           | US-amerikanischer Koch                                                                                | 61    |       |
| 6. Oktober  | Loren Cunningham                            | US-amerikanischer Geistlicher und Autor                                                               | 88    |       |
| 6. Oktober  | Hans Eberhart-Rogenmoser                    | Schweizer Militärhistoriker                                                                           | 67    |       |
| 6. Oktober  | Reimund Haas                                | deutscher Kirchenhistoriker                                                                           | 74    |       |
| 6. Oktober  | Rupert Hoilette                             | jamaikanischer Leichtathlet                                                                           | 77    |       |
| 6. Oktober  | Michael Schmolke                            | deutscher Kommunikationswissenschaftler                                                               | 89    |       |
| 6. Oktober  | Bodo Schümann                               | deutscher Pädagoge, Theologe und Politiker                                                            | 86    |       |
| 6. Oktober  | Susan Thomas, Baroness Thomas of Walliswood | britische Politikerin                                                                                 | 87    |       |
| 5. Oktober  | Jon Beare                                   | kanadischer Ruderer                                                                                   | 49    |       |
| 5. Oktober  | Adrianna Biermaier                          | österreichische Basketballspielerin                                                                   | 78    |       |
| 5. Oktober  | Karlotto Bogumil                            | deutscher Historiker und Archivleiter                                                                 | 85    |       |
| 5. Oktober  | Dick Butkus                                 | US-amerikanischer American-Football-Spieler                                                           | 80    |       |
| 5. Oktober  | Giuseppe Da Prato                           | italienischer Mathematiker                                                                            | 87    |       |
| 5. Oktober  | Bruno Filippini                             | italienischer Sänger                                                                                  | 78    |       |
| 5. Oktober  | Keith Jefferson                             | US-amerikanischer Schauspieler                                                                        | 53    |       |
| 5. Oktober  | Friedrich Höse                              | deutscher Jurist                                                                                      | 96    |       |
| 5. Oktober  | Risto Näätänen                              | finnischer Psychologe und Neurowissenschaftler                                                        | 84    |       |
| 5. Oktober  | Alexei Leonidowitsch Rastorgujew            | russischer Kunsthistoriker                                                                            | 65    |       |
| 5. Oktober  | Otmar Richter                               | deutscher Schauspieler                                                                                | 85    |       |
| 5. Oktober  | Wolfgang Schänzler                          | deutscher Fußballfunktionär                                                                           | 80    |       |
| 5. Oktober  | Sidney                                      | belgischer Comiczeichner                                                                              | 91    |       |
| 5. Oktober  | Carl-Friedrich Zschucke                     | deutscher Arzt, Münzsammler und Numismatiker                                                          | 85    |       |
| 4. Oktober  | Hans-Rudolf Dürrenmatt                      | Schweizer Musikwissenschaftler                                                                        | 87    |       |
| 4. Oktober  | Bernd Effe                                  | deutscher Philologe                                                                                   | 81    |       |
| 4. Oktober  | Oldřich Fejfar                              | tschechischer Paläontologe                                                                            | 92    |       |
| 4. Oktober  | Giannis Ioannidis                           | griechischer Basketballspieler und -trainer sowie Politiker                                           | 78    |       |
| 4. Oktober  | Sepp Klasen                                 | deutscher Politiker                                                                                   | 88    |       |
| 4. Oktober  | Alois Krischke                              | österreichischer Sachbuchautor, Nachrichtentechniker und Funkamateur                                  | 87    |       |
| 4. Oktober  | Felix Owusu-Adjapong                        | ghanaischer Politiker und Jurist                                                                      | 79    |       |
| 4. Oktober  | Telesphore Placidus Toppo                   | indischer Kardinal                                                                                    | 83    |       |
| 4. Oktober  | Shawna Trpcic                               | US-amerikanische Kostümdesignerin                                                                     | 56    |       |
| 4. Oktober  | Claus Wisser                                | deutscher Unternehmer und Kunstmäzen                                                                  | 81    |       |
| 3. Oktober  | Firdaus Chissamitdinowa                     | sowjetische bzw. russisch-baschkirische Linguistin und Politikerin                                    | 73    |       |
| 3. Oktober  | Joe Christopher                             | US-amerikanischer Baseballspieler                                                                     | 88    |       |
| 3. Oktober  | Jean-Pierre Elkabbach                       | französischer Journalist                                                                              | 86    |       |
| 3. Oktober  | Hans-Werner Gessmann                        | deutscher Psychologe                                                                                  | 73    |       |
| 3. Oktober  | Edward S. Hagedorn                          | philippinischer Politiker                                                                             | 76    |       |
| 3. Oktober  | Avgust Ipavec                               | slowenisch-österreichischer Priester, Komponist und Dirigent                                          | 83    |       |
| 3. Oktober  | Johannes Kühn                               | deutscher Schriftsteller                                                                              | 89    |       |
| 3. Oktober  | Patrice Lecornu                             | französischer Fußballspieler und -trainer                                                             | 65    |       |
| 3. Oktober  | Alena Nádvorníková                          | tschechische Dichterin, Zeichnerin und Malerin                                                        | 80    |       |
| 3. Oktober  | Gabriele Nöldge-Schomburg                   | deutsche Medizinerin                                                                                  | 72    |       |
| 3. Oktober  | Wilfried Ohms                               | österreichischer Schriftsteller                                                                       | 63    |       |
| 3. Oktober  | Otto Pjeta                                  | österreichischer Gesundheitsfunktionär und Mediziner                                                  | 74    |       |
| 3. Oktober  | Godebert M. Reiß                            | deutscher Antiquar und Buchauktionator                                                                | 86    |       |
| 3. Oktober  | Martina Schönebeck                          | deutsche Politikerin                                                                                  | 75    |       |
| 3. Oktober  | Peter Schroer                               | deutscher Verwaltungsjurist                                                                           | 80    |       |
| 3. Oktober  | Holger Thesleff                             | finnischer Altphilologe und Philosophiehistoriker                                                     | 98    |       |
| 3. Oktober  | Xoşbəxt Yusifzadə                           | aserbaidschanischer Naturwissenschaftler                                                              | 93    |       |
| 3. Oktober  | Zheng Guangmei                              | chinesischer Zoologe und Ornithologe                                                                  | 90    |       |
| 2. Oktober  | Kevin Birmingham                            | US-amerikanischer Bischof                                                                             | 51    |       |
| 2. Oktober  | Gert Claußnitzer                            | deutscher Kunsthistoriker, Kurator und Lektor                                                         | 88    |       |
| 2. Oktober  | Marie-Daniel Dadiet                         | ivorischer Erzbischof                                                                                 | 71    |       |
| 2. Oktober  | Lynn Eves                                   | kanadischer Leichtathlet                                                                              | 81    |       |
| 2. Oktober  | Francis Lee                                 | englischer Fußballspieler                                                                             | 79    |       |
| 2. Oktober  | Peter Neumann                               | deutscher Ingenieur                                                                                   | 81    |       |
| 2. Oktober  | Frangiskos Papamanolis                      | griechischer Bischof                                                                                  | 86    |       |
| 2. Oktober  | Bernhard Parisius                           | deutscher Historiker und Archivar                                                                     | 73    |       |
| 2. Oktober  | Harriet Pattison                            | US-amerikanische Landschaftsarchitektin                                                               | 94    |       |
| 2. Oktober  | Edvardas Raugalas                           | litauischer Politiker                                                                                 | 81    |       |
| 2. Oktober  | Richard Salzmann                            | tschechischer Bankier und Politiker                                                                   | 94    |       |
| 2. Oktober  | Herbert Schambeck                           | österreichischer Rechtswissenschaftler und Politiker                                                  | 89    |       |
| 2. Oktober  | Kurt Scherer                                | deutscher Theologe, Radioredakteur, Seelsorger und Autor                                              | 85    |       |
| 2. Oktober  | Walter Seledec                              | österreichischer Journalist                                                                           | 78    |       |
| 2. Oktober  | Alice Shalvi                                | israelische Anglistin und Feministin                                                                  | 96    |       |
| 1. Oktober  | Lars Arnesson                               | schwedischer Fußballspieler und -trainer                                                              | 87    |       |
| 1. Oktober  | Julian Bahula                               | südafrikanischer Perkussionist und Jazz-Schlagzeuger                                                  | 85    |       |
| 1. Oktober  | Jolin Boldt                                 | finnisch-schwedische Journalistin und Debatteurin                                                     | 72    |       |
| 1. Oktober  | Eve Bunting                                 | US-amerikanische Kinderbuchautorin                                                                    | 94    |       |
| 1. Oktober  | Russ Francis                                | US-amerikanischer American-Football-Spieler                                                           | 70    |       |
| 1. Oktober  | Bertram Huppert                             | deutscher Mathematiker                                                                                | 95    |       |
| 1. Oktober  | Patricia Janečková                          | slowakische Sängerin                                                                                  | 25    |       |
| 1. Oktober  | Udo Kühn                                    | deutscher Ruderer                                                                                     | 58    |       |
| 1. Oktober  | Richard McSpadden                           | US-amerikanischer Pädagoge, Pilot und Luftfahrtsicherheitsexperte                                     | 63    |       |
| 1. Oktober  | Hartmut Pauland                             | deutscher Brigadegeneral und Abteilungsleiter im Bundesnachrichtendienst                              | 68    |       |
| 1. Oktober  | Peter Penfold                               | britischer Diplomat                                                                                   | 79    |       |
| 1. Oktober  | Robert Massey Switzer                       | US-amerikanischer Mathematiker                                                                        | 83    |       |
| 1. Oktober  | Tim Wakefield                               | US-amerikanischer Baseballspieler                                                                     | 57    |       |
| 1. Oktober  | Beverly Willis                              | US-amerikanische Architektin                                                                          | 95    |       |

### Datum unbekannt
| Zeitangabe                         | Name                  | Beruf, bekannt als                           | Alter | Beleg |
| ---------------------------------- | --------------------- | -------------------------------------------- | ----- | ----- |
| 29. Oktober oder 30. Oktober       | Aldo Pifferi          | italienischer Radrennfahrer                  | 85    |       |
| Tod bekannt gegeben am 25. Oktober | John Bale             | britischer Geograph und Sportwissenschaftler | 83    |       |
| Tod bekannt gegeben am 20. Oktober | Ilona Kerekes         | ungarische Tischtennisspielerin              | 97    |       |
| Tod bekannt gegeben am 19. Oktober | Dietrich Kerky        | deutscher Schauspieler                       | 92    |       |
| Tod bekannt gegeben am 18. Oktober | Herbert Weissenberger | österreichischer Rundfunkjournalist          | 85    |       |
| Tod bekannt gegeben am 9. Oktober  | Allan C. Weisbecker   | US-amerikanischer Schriftsteller             | ≈75   |       |
| vermutlich am 7. Oktober           | Shani Louk            | deutsch-israelisches Terroropfer             | 22    |       |
| Tod bekannt gegeben am 5. Oktober  | Taj El-Din Hilaly     | australischer Mufti                          | 82    |       |
| Tod bekannt gegeben am 5. Oktober  | Dirk Möhlenbruch      | deutscher Ökonom                             | 70    |       |